# Starosta

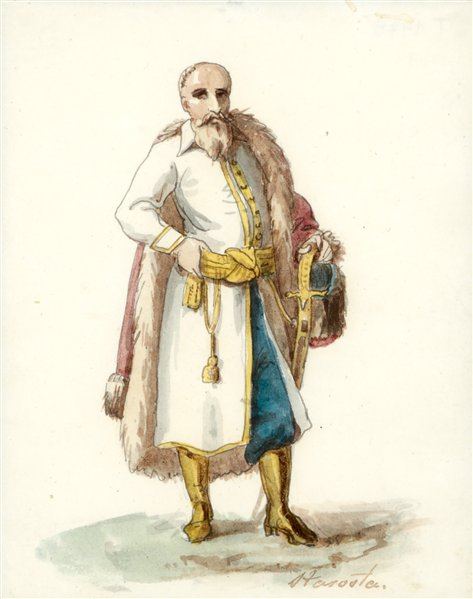
Kanuty Rusiecki, Stárosta, 1823.

Stárost o Stárosta (cirílico: стáрост/а, latín: capitaneus, alemán: Starost) es un título que ha designado una posición de liderazgo oficial o no en varios contexto durante la mayor parte la historia eslava. Puede ser traducido como "sénior" o "anciano", por la raíz eslava star-, "viejo". El territorio administrado por un stárost era denominado stárostwo.
A principios de la Edad Media, el stárosta era el jefe de una comunidad eslava o el líder de otro nivel de comunidades como el stárosta de la iglesia o del artel. Asimismo ejercía como maestro de ceremonias en las bodas tradicionales cárpatorusinas, ucranianas y polacas, en un papel similar al del stari svat (стари сват) en las bodas serbias.

## En Polonia
El starosta fue un oficial real desde el siglo XIV en la Corona del Reino de Polonia y más tarde en la época de la Mancomunidad de Polonia-Lituania hasta las particiones de Polonia de 1795. Su adjunto era conocido como podstarości. Había varios tipos de starosta:
- Starosta Generalny era el administrador oficial de una unidad específica de territorio, como representante del Rey o del Gran Duque o una persona directamente a cargo de ella.
- Starosta Grodowy era oficial de la administración del powiat responsable de las obligaciones fiscales, la policía y los tribunales. Era también responsable de la ejecución de los veredictos judiciales.
- Starosta Niegrodowy era el supervisor de las tierras de la Corona.

Entre 1918 y 1939 y entre 1944 y 1950, el starosta era el jefe de la administración de los powiat (condados), subordinados al voivoda. A partir de las reformas que entraron en vigor el 1 de enero de 1999, el starosta es el jefe del ejecutivo del powiat (zarząd powiatu), y el jefe de la administración del condado (starostwo powiatowe), siendo elegido por el consejo del powiat (rada powiatu).

## En otros países
- En Rutenia (Rus de Kiev) era un oficial inferior de gobierno.
- En República Checa y Eslovaquia, starosta es el título del alcalde de una ciudad o pueblo (los alcaldes de las ciudades principales usan el título primátor).
- En Lituania, desde 1991 starosta (lituano: seniūnas) es el título que recibe el presidente de una provincia.
- En Galitzia y Bukovina, durante el dominio austríaco el starosta supervisaba la administración de los condados.
- En Rusia la palabra fue usada hasta principios del siglo XX para denominar al líder electo de la obshchina
- En Ucrania en 1918 designaba a un oficial nombrado que representaba al gobierno central en las regiones.